# مرسدس-بنز دبلیو۱۲۰
مرسدس بنز دبلیو۱۲۰/۱۲۱ (به انگلیسی: Mercedes-Benz W120/121) خودرویی است که در سال‌های ۱۹۵۳–۱۹۶۲ به تعداد ۴۴۲٬۹۶۳ دستگاه و در کنار۲۵٬۸۸۱ دستگاه از مدل۱۹۰SLتولید شده‌است.
۱۸۰ پونتون که با کد W120 شناخته می‌شود، در سال ۱۹۵۳ به بازار آمد. بدنه آن بسیار ساده و زیبا طراحی شده بود. نام پونتون به یک سبک طراحی اتاق اتومبیلها گفته می‌شد که در آن بر خلاف مدلهای کالسکه‌ای قدیمی، گلگیرها با بدنه خودرو ادغام شده بودند. البته مدلهای ۱۸۰، ۱۹۰ و ۲۲۰ با همین اتاق عرضه می‌شدند. جالب آن بود که پیشرانه سری ۱۸۰ از مدل قدیمی تر یعنی ۱۷۰ به عاریت گرفته شده بود. این مدل تا سال ۱۹۵۷ با همین موتور ساخته شد. 220SE بالاترین و لوکس‌ترین مدل از سری پونتون بود و در ظاهر تفاوتی با سایر مدلها نداشت ولی عملاً از روی تزئینات کرومی اتاق و نیز دماغه کشیده تر که فاصله دو محور بیشتر را باعث می‌شد قابل تشخیص بود. با توجه به مقررات برخی کشورها، مرسدس بنز مجبور شد که ستاره مرسدس نصب شده بر روی جلو پنجره را قابل تا شدن بسازد تا در تصادف با عابران پیاده صدمه‌ای به آنها وارد نسازد. در نمایشگاه فرانکفورت ۱۹۵۹ پونتون با جلوپنجره عریض تر که جایگزین طرح کشیده قبلی بود به عنوان پونتون ۱۹۶۰ به نمایش گذاشته شد.
بالاترین مدلهای سری پونتون 220S و SE کوپه و کروک و نیز مدل 190SL بودند.
این خودرو در کلاس خودرو سایز متوسط قرار گرفته، است.